# James Neilson
James D. Neilson (Shreveport, Louisiana, 1 de outubro de 1909 – Flagstaff, 9 de dezembro de 1979) foi um cineasta estadunidense.

## Carreira
James Neilson foi fotógrafo e cinegrafista durante a Segunda Guerra Mundial. Com o fim do conflito passou a exercer essas atividades na televisão, onde construiu a maior parte de sua carreira. Tornou-se diretor em 1954, ainda naquele veículo, tendo feito alguns dos mais memoráveis episódios da série Alfred Hitchcock Presents. Dirigiu também episódios de O Homem do Rifle, Bonanza, Ironside, O Fugitivo, Chaparral, Batman etc. Estreou no cinema em 1957 substituindo Anthony Mann em A Passagem da Noite (Night Passage), um western estrelado por James Stewart e Audie Murphy. A partir de 1962 dirigiu diversos filmes "para toda a família" nos estúdios de Walt Disney, onde ficou por quatro anos. Continuou a trabalhar prioritariamente na televisão, tendo se retirado, com a saúde abalada, após dirigir Tom Sawyer, em 1973, adaptação do famoso romance de Mark Twain.

## Filmografia
Todos os títulos em português referem-se a exibições no Brasil.
- 1955 The Country Husband; TV
- 1957 A Passagem da Noite (Night Passage)
- 1957 The Blackwell Story
- 1962 O Incrível Homem do Espaço (Moon Pilot)
- 1962 Bon Voyage, Enfim Paris! (Bon Voyage!)
- 1962 Doce Verão dos Meus Sonhos (Summer Magic)
- 1963 Dr. Syn, aliás the Scarecrow; TV
- 1964 O Segredo das Esmeraldas Negras (The Moon-Spinners)
- 1965 The Legend of Young Dick Turpin; TV
- 1966 Na Pista dos Bandoleiros ou A Volta do Pistoleiro (Return of the Gunfighter); TV, mas exibido nos cinemas
- 1967 Califórnia, Terra do Ouro (The Adventures of Bullwhip Griffin)
- 1967 O Pequeno Gigante (Gentle Giant)
- 1968 Diabruras dos Anjos Rebeldes (Where Angels Go, Trouble Follows)
- 1968 Pela Primeira Vez… Sem Pijamas (The First Time)
- 1969 Sede de Crime (Flareup)
- 1973 Tom Sawyer; TV